# Association des écrivains de Nouvelle-Calédonie
L'Association des écrivains de Nouvelle-Calédonie est la première association dans l’histoire de la Nouvelle-Calédonie qui tente de regrouper des écrivains du territoire, depuis 1997.
Son but  est  éviter que les écrivains soient isolés les uns par rapport aux autres et qu’entre eux se dressent des barrières, plutôt que des ponts. Voir le site https://www.ecrivains-nc.net/
L'association des écrivains tente ainsi de susciter une véritable identité à la littérature en Nouvelle-Calédonie et qu’il soit possible d’identifier, à travers les productions, un véritable courant littéraire propre et original. Cette identité ne pourra être définie que par les écrivains eux-mêmes, à travers une constante remise en question, une constante recherche de la qualité, de l’exigence envers soi, tout en étant en phase avec les exigences du pays mais aussi du monde, seule condition qu’une littérature calédonienne existe dans la durée.
L'AENC a aussi comme objet de régulièrement organiser des manifestations de contact avec le public, ou de participer, en tant qu’association d’écrivains, aux manifestations culturelles organisées par d’autres en Nouvelle-Calédonie ou à l'extérieur de l'île.
Son président est Alexandre Rosada depuis 2021. Auteur et Journaliste.

## Liste d'écrivains calédoniens
- A. D. G. (1947-2004)
- Julien Ali https://www.ecrivains-nc.net/biographies/julien-ali/
- Evelyne André-Guidici https://www.ecrivains-nc.net/biographies/evelyne-andre-guidici/
- Patricia Artigue https://www.ecrivains-nc.net/biographies/patricia-artigue/
- Frédéric Angleviel https://www.ecrivains-nc.net/biographies/frederic-angleviel/
- Sylvie Baille https://www.ecrivains-nc.net/biographies/sylvie-baille/ https://sylviebaille.wixsite.com/website
- Michèle Beaudeau-Cormeline https://www.ecrivains-nc.net/biographies/michele-beaudeau/
- Georges Baudoux https://www.youtube.com/watch?v=lu-hPucYNK0&t=276s&ab_channel=AlexandreRosada
- Bernard Berger, (1957-) https://www.ecrivains-nc.net/biographies/bernard-berger/
- Anne Bihan https://www.ecrivains-nc.net/biographies/anne-bihan-2/
- Bernard Billot https://www.ecrivains-nc.net/biographies/anne-bihan-2/
- Marc Bouan https://www.ecrivains-nc.net/biographies/marc-bouan/
- Samir Bouhadjadj https://www.ecrivains-nc.net/biographies/samir-bouhadjadj-2/
- Christine Bourrelly https://www.ecrivains-nc.net/biographies/christine-bourrelly/
- Alain Brianchon https://www.ecrivains-nc.net/biographies/alain-brianchon/
- Jenny Briffa https://www.ecrivains-nc.net/biographies/jenny-briffa/
- Luc Camoui https://www.ecrivains-nc.net/biographies/luc-camoui/
- Francis Carco, (1886-1958)
- Fabienne Chéné https://www.ecrivains-nc.net/biographies/fabienne-chene/
- Arslan Cherr https://www.ecrivains-nc.net/biographies/arslan-cherr/ Michel Chevrier https://www.ecrivains-nc.net/biographies/michel-chevrier/
- Jean Marie Creugnet https://www.ecrivains-nc.net/biographies/jean-marie-creugnet/
- Sylvie Coquillard https://www.ecrivains-nc.net/biographies/sylvie-coquillard/
- Bernard De La Vega https://www.ecrivains-nc.net/biographies/bernard-de-la-vega/
- Tristan Derycke https://www.ecrivains-nc.net/biographies/tristan-derycke/
- Paul Fizin https://www.ecrivains-nc.net/biographies/paul-fizin/
- Kevin Gallot https://www.ecrivains-nc.net/biographies/kevin-gallot/
- Patrick Genin https://www.ecrivains-nc.net/biographies/patrick-genin/
- Leslise Gobille https://www.ecrivains-nc.net/biographies/leslie-gobille/
- Déwé Gorodey, (1949-2022)Leopold Hnacipan https://www.ecrivains-nc.net/biographies/leopold-hnacipan/
- Enguerrand Guépy, (1974-)Imasango https://www.ecrivains-nc.net/biographies/imasango/
- Nicole Isch https://www.ecrivains-nc.net/biographies/nicole-isch/
- Claudine Jacques (1953-), https://www.ecrivains-nc.net/biographies/claudine-jacques/
- Yannick Jan https://www.ecrivains-nc.net/biographies/yannick-jan/
- Waej Juni-Genin https://www.ecrivains-nc.net/biographies/waej-juni-genin/
- Nicolas Kurtovitch, (1955-) https://www.ecrivains-nc.net/biographies/nicolas-kurtovitch/
- Alain Laubreaux, (1899-1968)Catherine Laurent https://www.ecrivains-nc.net/biographies/catherine-laurent-2/
- Ignace Legrand, (1884-?)
- Dominique Marinet-Carrier https://www.ecrivains-nc.net/biographies/dominique-marinet-carrier/
- Jean Mariotti, (1901-1975) https://www.youtube.com/watch?v=grSyIQaAlLs&ab_channel=AlexandreRosada
- Nicolas Yan Martin  https://www.ecrivains-nc.net/biographies/nicolas-yann-martin/
- Daniel Miroux https://www.ecrivains-nc.net/biographies/daniel-miroux/
- Hamid Mokkadem https://www.ecrivains-nc.net/biographies/hamid-mokaddem/
- Firmin Mussard https://www.ecrivains-nc.net/biographies/firmin-mussard/
- Marie Nervat, (1874-1909)
- Frédéric Ohlen, (1955-)https://www.ecrivains-nc.net/biographies/frederic-ohlen/
- François Ollivaud https://www.ecrivains-nc.net/biographies/francois-ollivaud/
- Didier Poppe https://www.ecrivains-nc.net/biographies/didier-poppe/
- Denis Pourawa https://www.ecrivains-nc.net/biographies/denis-pourawa/
- Anne Marie Jorge Pralong-Valour https://www.ecrivains-nc.net/biographies/anne-marie-jorge-pralong-valour/
- Albert Prous https://www.ecrivains-nc.net/biographies/albert-prous/
- Isa Qala https://www.youtube.com/watch?v=EUwrPtKtmRk&t=22s&ab_channel=AlexandreRosada
- Catherine Regent https://www.ecrivains-nc.net/biographies/catherine-regent/
- Alexandre Rosada https://www.ecrivains-nc.net/actualites/alexandre-rosada/
- Jeanne Raboutet https://www.ecrivains-nc.net/biographies/jeanne-raboutet/
- Roland Rossero https://www.ecrivains-nc.net/biographies/roland-rossero/
- Benoît Saudeau https://www.ecrivains-nc.net/biographies/benoit-saudeau/
- Joël Simon https://www.ecrivains-nc.net/biographies/joel-simon/
- Manuel Touraille https://www.ecrivains-nc.net/actualites/biographie-manuel-touraille/
- Jean Vanmai https://www.ecrivains-nc.net/biographies/jean-vanmai/
- Georges Waixen Wayewol https://www.ecrivains-nc.net/biographies/georges-waixene-wayewol/

## La revue Sillages d'Océanie
https://www.ecrivains-nc.net/